# Cephalorhynchinae
Sous-famille
Les Cephalorhynchinae sont une sous-famille de Mammifères de l'ordre des Cétacés.

## Liste des espèces
- sous-famille des Cephalorhynchinae
  - genre Cephalorhynchus
    - Cephalorhynchus commersonii -- Céphalorhynque de Commerson
    - Cephalorhynchus heavisidii -- Céphalorhynque de Heaviside
    - Cephalorhynchus hectori -- Céphalorhynque d'Hector
    - Cephalorhynchus eutropia -- Céphalorhynque noir

  - genre Sotalia
    - Sotalia fluviatilis -- Sotalie

  - genre Sousa
    - Sousa teuszii -- Dauphin à bosse de l'Atlantique
    - Sousa plumbea -- Dauphin à bosse de l'océan Indien
    - Sousa chinensis -- Dauphin à bosse du Pacifique